# Mistrzostwa Oceanii w Judo 1977
6. Mistrzostwa Oceanii w judo odbywały się w 1977 roku w Melbourne. W tabeli medalowej tryumfowali judocy z Australii.

## Klasyfikacja medalowa
| Miejsce | Państwo        |    |    |    | Razem |
| ------- | -------------- | -- | -- | -- | ----- |
| 1       | Australia      | 11 | 11 | 10 | 32    |
| 2       | Nowa Zelandia  | 1  | 1  | 1  | 3     |
| 3       | Nowa Kaledonia | 0  | 0  | 1  | 1     |
| Razem   | Razem          | 12 | 12 | 12 | 36    |

## Medaliści

### Mężczyźni
| Konkurencja:  | Złoto:           | Srebro:        | Brąz:          |
| −60 kg        | Warren Richards  | Greg Benson    | Trevor Bilney  |
| −65 kg        | David Givney     | M. Fulham      | Alain Vandange |
| −71 kg        | Michael Picken   | John Van Hoek  | P. Wakefield   |
| −78 kg        | Gary Manly       | Alan Broadhead | Paul Buganey   |
| −86 kg        | Trevor Kschammer | Mark Carew     | Ray Matthews   |
| −95 kg        | Barry Johnson    | Phil Rocks     | Paul Phillips  |
| powyżej 95 kg | Bill Broadhead   | Garry Pinchen  | John Kopp      |
| Open          | Mark Carew       | Paul Buganey   | Steve McDowall |

### Kobiety
| Konkurencja:  | Złoto:           | Srebro:          | Brąz:            |
| −50 kg        | Carolyn Hamblin  | Debbie Ann Smith | Christine Domino |
| −57 kg        | Suzanne Williams | Audrey Halkyard  | Kerrye Katz      |
| −63 kg        | Sandra Manderson | Christina Boyd   | Judith Hansberry |
| powyżej 63 kg | Janet Morrison   | M. Langayvoux    | Randolea Rapley  |